# Stil wegdek
Stille wegdekken zijn wegdekken die zijn ontwikkeld om de geluidshinder veroorzaakt door het verkeer te beperken.
De geluidsreductie die kan worden behaald is aanzienlijk. Waarden die liggen tussen de 2 à 6 dB(A) reductie worden gemeten, maar die zijn sterk afhankelijk van de snelheid. Zo heeft ZOAB geen reductie bij lage snelheden maar wel bij hoge snelheden (2 tot 3 dBA). Op plaatsen waar een hogere geluidsreductie nodig is wordt tweelaags ZOAB (TZOAB) toegepast waarmee reducties tot 6 dB(A) mogelijk zijn. Deze ontwikkeling heeft weer geleid tot het alleen aanbrengen van de fijne toplaag van ZOAB op provinciale en gemeentelijke wegen. Deze staan bekend als dunne geluidreducerende deklagen en hebben een geluidreductie van 3 tot 5 dB(A). Diverse leveranciers van asfalt hebben hun eigen stille wegdektype ontwikkeld.
De oorspronkelijke reden voor Rijkswaterstaat om ZOAB toe te passen was om het zicht door opspattend water bij regen of nat wegdek te verbeteren.